# ناحیه بلومفیلد (شهرستان هورون، میشیگان)
ناحیه بلومفیلد (به انگلیسی: Bloomfield Township) یک منطقهٔ مسکونی در ایالات متحده آمریکا است که در شهرستان هیورن، میشیگان واقع شده‌است.
 ناحیه بلومفیلد ۹۳٫۲ کیلومتر مربع مساحت و ۵۳۵ نفر جمعیت دارد و ۲۱۸ متر بالاتر از سطح دریا واقع شده‌است.